# TOKYOPOP (revista)
TOKYOPOP magazine es una revista de manga llamada originalmente como MixxZine.
MixxZine comenzó a publicar cuatro series, dos de las cuales fueron shōjo y dos fueron seinen:
- Ice Blade
- Magic Knight Rayearth
- Parasyte
- Sailor Moon

Como los contenidos de seinen y el shōjo son difíciles de abarcar, Sailor Moon salió de la antología y realizó su propia revista mensual. Los suscriptores no fueron avisados hasta el período de renovación, por lo cual mucha gente partió de Mixx. Sailor Moon después se movió a la revista SMILE.
Cuando MixxZine se renombró a TOKYOPOP en julio de 1999, su línea editorial cambió a la cultura asiática, incluyendo artículos de J-Pop, videojuegos y anime. Unos pocos mangas fueron publicados hasta su cierre, producido en el año 2000.
- Datos: Q7814052